# تجارت برده در اقیانوس اطلس

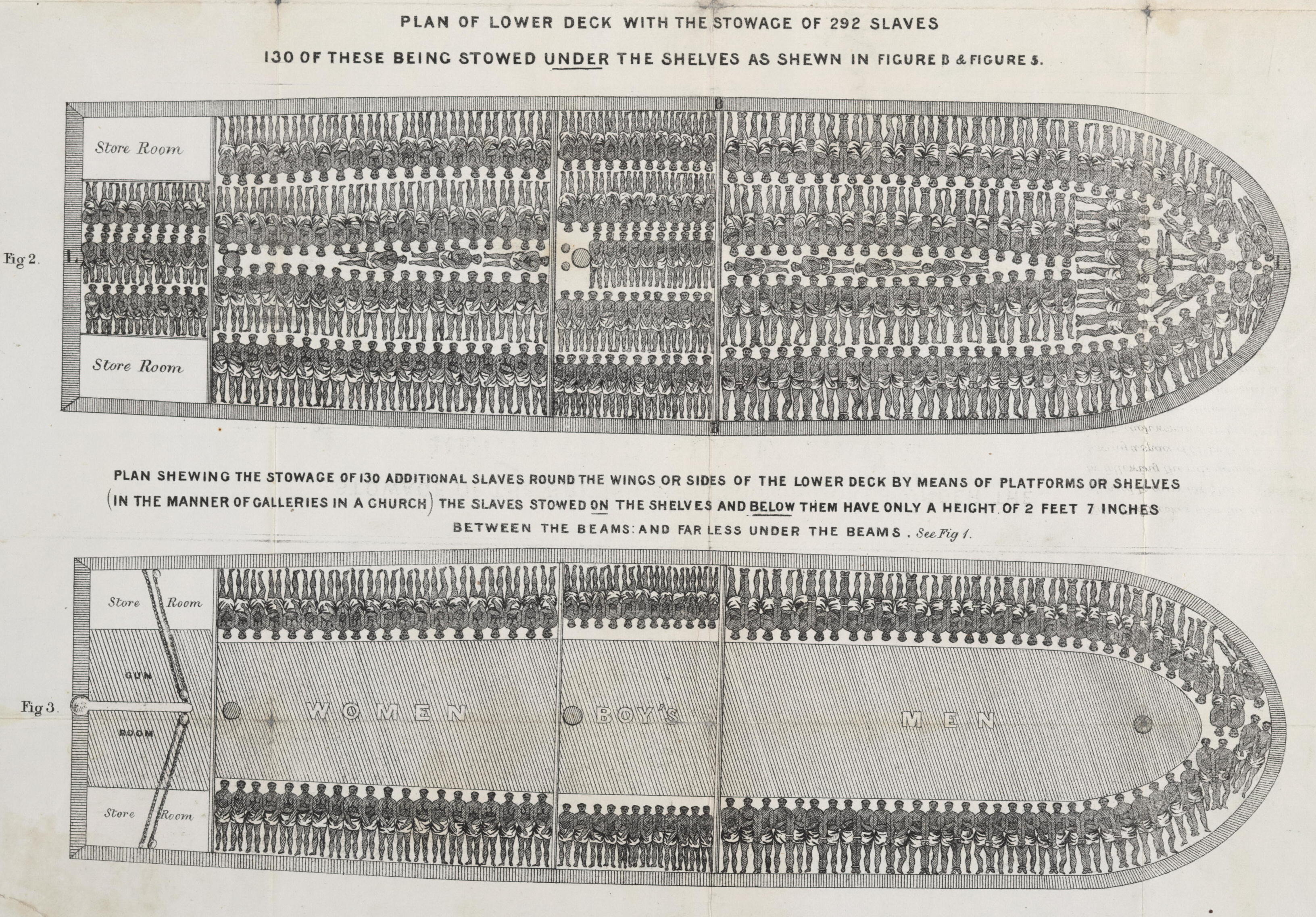
انبار یک کشتی بردهٔ بریتانیایی، بروکس (۱۷۸۸)

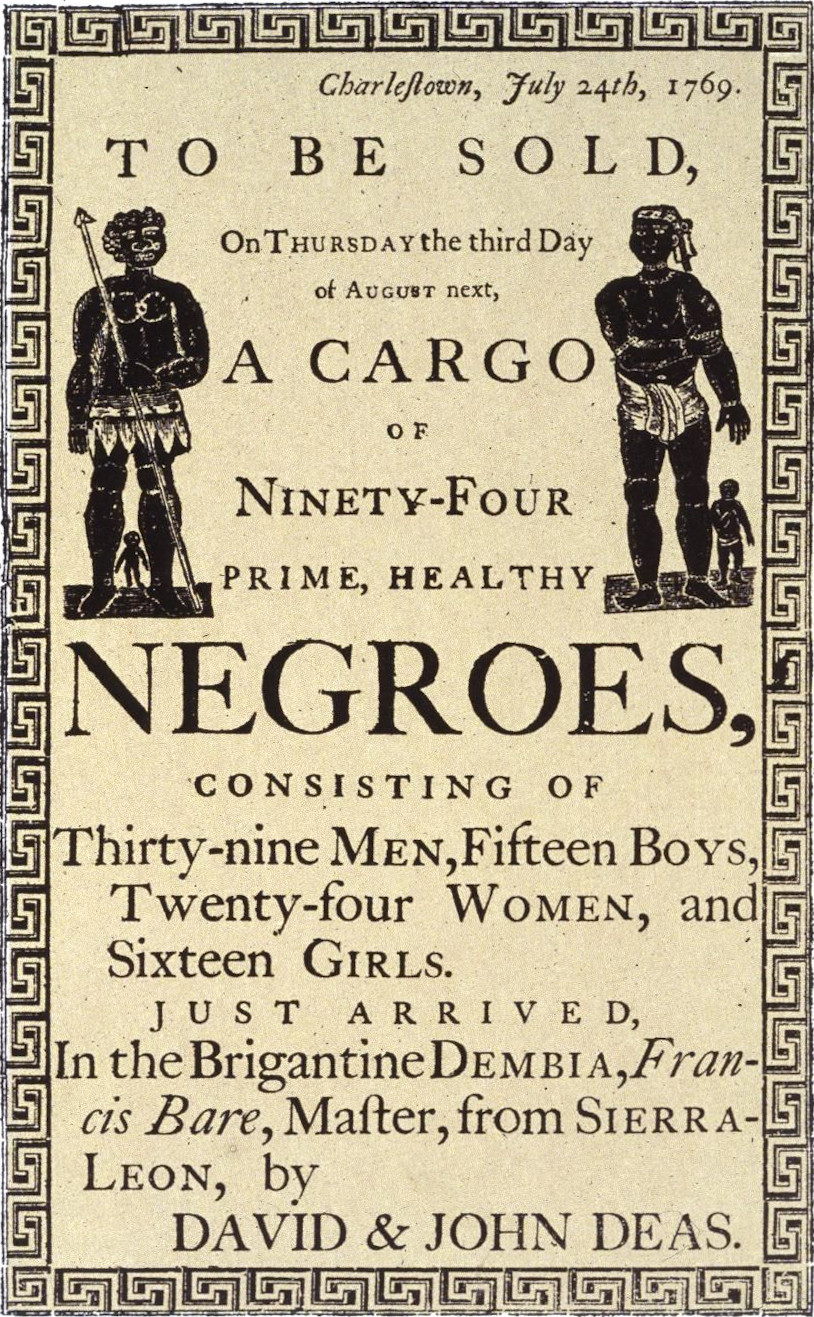
بازتولید صورت‌حساب تبلیغاتی یک حراج برده در چارلستون، کارولینای جنوبی، در سال ۱۷۶۹.

تجارت برده در اقیانوس اطلس، یا تجارت بردهٔ اروپایی-آمریکایی شامل انتقال بومیان مختلف آفریقایی به عنوان برده بود که عمدتاً مقصد آن قارهٔ آمریکا بود. تجارت برده به‌طور منظم از مسیر مثلث تجارت و گذرگاه میانی آن استفاده می‌کرد و از قرن ۱۶ تا ۱۹ میلادی ادامه داشت. اکثریت قریب به اتفاق کسانی که در این تجارت به بردگی گرفته می‌شدند، افرادی از آفریقای مرکزی و غربی بودند که توسط سایر آفریقاییان غربی به تاجران بردهٔ اهل اروپای غربی فروخته شده بودند، در حالی که گروه کوچک‌تری از برده‌ها مستقیماً توسط تاجران برده در حملات ساحلی اسیر می‌شدند. اروپایی‌ها بردگان را در قلعه‌های سواحل آفریقا جمع‌آوری و زندانی می‌کردند و سپس آن‌ها را به قارهٔ آمریکا می‌بردند. به جز پرتغالی‌ها، دیگر تاجران بردهٔ اروپایی خودشان در حملات شرکت نمی‌کردند، زیرا امید به زندگی برای اروپایی‌ها در جنوب صحرای آفریقا در طول دورهٔ تجارت برده کمتر از یک سال بود (این آمار متعلق به قبل از در دسترس قرار گرفتن گستردهٔ کینین به عنوان درمان مالاریاست). اقتصاد دولت‌های استعماری در اقیانوس اطلس جنوبی و کارائیب، به ویژه برای تولید نیشکر و سایر کالاها، به نیروی کار مجانی وابسته بود. این امر توسط آن دسته از کشورهای اروپای غربی که در اواخر قرن هفدهم و هجدهم برای ایجاد امپراتوری‌های استعماری با یکدیگر رقابت می‌کردند، بسیار مهم تلقی می‌شد.
پرتغالی‌ها، در قرن شانزدهم، اولین کسانی بودند که بردگان را از مردمان غرب آفریقا خریدند و آن‌ها را به آن سوی اقیانوس اطلس بردند. در سال ۱۵۲۶، آن‌ها اولین محمولهٔ بردگان را از اقیانوس اطلس به برزیل بردند و دیگر اروپایی‌ها به زودی این روند را تکرار کرده و ادامه دادند. مالکان کشتی، برده‌ها را محموله‌ای می‌دانستند که باید در سریع‌ترین زمان و ارزان‌ترین شکل ممکن به قارهٔ آمریکا منتقل شوند، برای کار در مزارع قهوه، تنباکو، کاکائو، شکر و پنبه، معادن طلا و نقره، مزارع برنج و … صنعت ساخت‌وساز، برش چوب برای کشتی‌ها، به عنوان نیروی کار ماهر، و به عنوان خدمتکاران خانگی. اولین آفریقایی‌هایی که به مستعمرات انگلیسی آورده شدند، به عنوان خدمتکاران قراردادی طبقه‌بندی می‌شدند، با وضعیت حقوقی مشابه کارگران قراردادی که از بریتانیا و ایرلند می‌آمدند. با این حال، در اواسط قرن هفدهم، برده‌ها به عنوان یک کاست یا قشر نژادی شناخته شده بودند، به‌طوری‌که بردگان آفریقایی و فرزندان آن‌ها قانوناً دارایی صاحبان به‌شمار می‌رفتند، زیرا کودکانی که از مادران برده متولد می‌شدند نیز برده بودند (partus sequitur ventrem). برده‌ها به عنوان دارایی، کالا یا واحدهای کار در نظر گرفته می‌شدند و در بازارها با پول، کالاها و خدمات دیگر معاوضه می‌شدند.
کشورهای عمدهٔ تجارت بردهٔ اقیانوس اطلس، که بر اساس حجم تجارت ترتیب داده شده بودند، پرتغالی‌ها، بریتانیایی‌ها، اسپانیایی‌ها، فرانسوی‌ها، هلندی‌ها و دانمارکی‌ها بودند. چندین پایگاه در سواحل آفریقا ایجاد کرده بودند که در آنجا از رهبران محلی آفریقا برده می‌خریدند. این بردگان توسط حق‌العمل‌کار اداره می‌شدند که در ساحل یا نزدیک آن تأسیس شد تا حمل و نقل بردگان به دنیای جدید را تسریع بخشد. برده‌ها در اتاقی زندانی می‌شدند و منتظر ارسال بودند. طبق برآوردهای فعلی حدود ۱۲ میلیون تا ۱۲٫۸ میلیون آفریقایی در طول ۴۰۰ سال از اقیانوس اطلس عبور کردند. تعداد خریداری شده توسط معامله‌گران به‌طور قابل توجهی بیشتر بود، زیرا این آمار دارای نرخ مرگ و میر بالایی است و تقریباً ۱٫۲–۲٫۴، یعنی میلیون‌ها نفر در طول سفر می‌مُردند و میلیون‌ها نفر دیگر در اردوگاه‌های کار کارائیب پس از ورود به دنیای جدید جان خود را از دست می‌دادند. میلیون‌ها نفر نیز در نتیجهٔ حملات برده‌ها، جنگ‌ها و هنگام حمل و نقل به ساحل برای فروش به تاجران بردهٔ اروپایی جان خود را از دست می‌دادند. نزدیک به آغاز قرن نوزدهم میلادی، دولت‌های مختلف برای ممنوع کردن تجارت برده اقدام کردند، اگرچه قاچاق غیرقانونی هنوز هم وجود داشت. در اوایل قرن بیست و یکم، چندین دولت برای تجارت برده در اقیانوس اطلس عذرخواهی کردند.